# Адміністративний поділ Словенії
Словенія поділяється на 211 общин (словен. občina, občine). Окрім цього існує поділ країни на 12 статистичних регіонів (областей).

## Статистичні регіони

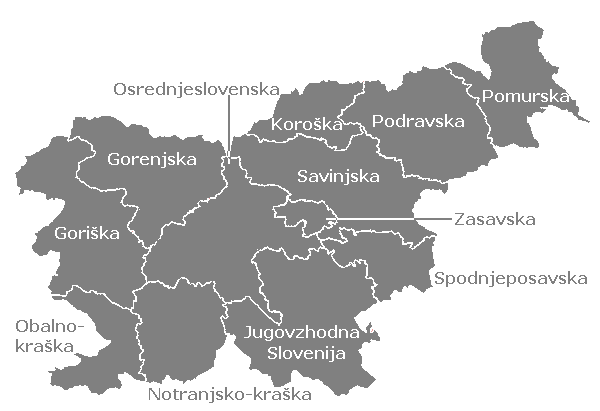
Статистичні області Словенії

1. Горенський
2. Горишка
3. Засавський
4. Корошка
5. Споднєпосавський
6. Нотрансько-Крашка
7. Обално-крашка
8. Південно-Східна Словенія
9. Подравський
10. Помурський
11. Савинський
12. Осреднєсловенський

## Общини Словенії

Словенські общини (від червня 2011)

| - Айдовщина - Апаче - Белтинці - Бенедикт - Бистриця-при-Сотлі - Блед - Блоке - Бовець - Бохинь - Боровниця - Брасловче - Брда - Брежиці - Брезовиця - Веленє * - Велика Полана - Велике Лаще - Вержей - Видем - Випава - Витанє - Водиці - Войник - Врансько - Врхника - Вузениця - Гореня Вас-Поляне - Горє - Горишниця - Горній Град - Горні Петровці - Горня Радгона - Град - Гросуплє - Дестрник - Дивача - Добє - Добреполє - Добрна - Доброва-Полхов Градець - Добровник - Дол-при-Любляні - Доленьське Топлице - Домжале - Дорнава - Дравоград - Дуплек - Єзерсько - Єсениці - Жалець - Железники - Жетале - Жири - Жировниця - Жужемберк - Заврч - Загорє-об-Саві - Зрече - Іванчна Гориця - Іг - Ідрія - Ізола - Ілірська Бистриця - Камник | - Канал - Кидричево - Кобарид - Кобилє - Козє - Комен - Коменда - Копер * - Костанєвиця-на-Кркі - Костел - Кочев'є - Крань * - Кранська Гора - Крижевці - Кршко - Кузма - Кунгота - Лашко - Ленарт - Лендава - Литія - Ловренц-на-Похорю - Лог-Драгомер - Логатець - Лошка Долина - Лошкий Поток - Луковиця - Луче - Любляна * - Любно - Лютомер - Майшперк - Маколе - Марибор * - Марковці - Медводе - Межиця - Менгеш - Метлика - Миклавж-на-Дравськем Полю - Мирен-Костанєвиця - Мирна - Мислиня - Мозирє - Мокроног-Требелно - Моравське Топлице - Моравче - Мурська Собота * - Мута - Назарє - Накло - Нова Гориця * - Ново Место * - Одранці - Оплотниця - Ормож - Осилниця - Песниця - Пивка - Пиран - Подвелка - Подлехник - Подчетртек - Ползела - Польчане - Постойна - Преболд - Превалє - Преддвор - Птуй * | - Пуцонці - Равне-на-Корошкем - Раденці - Радече - Радлє-об-Драві - Радовлиця - Разкрижє - Раче-Фрам - Ренче-Вогрско - Речиця-об-Савині - Рибниця-на-Похорю - Рибниця - Рогатець - Рогашка Слатина - Рогашовці - Руше - Света Ана - Света Троїца-в-Словенських Горицях - Светий Андраж-в-Словенських Горицях - Светий Томаж - Светий Юрій-в-Словенських Горицях - Светий Юрій-об-Щавниці - Севниця - Сежана - Селниця-об-Драві - Семич - Словенська Бистриця - Словенське Коніце - Словень-Градець * - Содражиця - Солчава - Средище-об-Драві - Старше - Стража - Табор - Тишина - Толмин - Трбовлє - Требнє - Тржич - Трзин - Трновська Вас - Турнище - Хайдина - Ходош - Хорюл - Хоче-Сливниця - Храстник - Хрпелє-Козина - Цанкова - Целє * - Церквеняк - Церклє-на-Горенськем - Церкниця - Церкно - Циркулане - Чреншовці - Чрна-на-Корошкем - Чрномель - Шаловці - Шемпетер-Вртойба - Шентєрней - Шентиль - Шентруперт - Шентюр - Шенчур - Шкофліця - Шкофя Лока - Шкоцян - Шмарє-при-Єлшах - Шмарєшкі Топлиці - Шмартно-об-Пакі - Шмартно-при-Литії - Шоштань - Шторе - Юршинці |

* Товстим шрифтом виділено міські общини.